# Московський процес
Московські процеси — серія показових процесів, та загальна назва трьох відкритих судових процесів, що відбулися в Москві в період 1936-1938 років, над колишніми вищими функціонерами ВКП(б), які в 20-і роки були пов'язані з троцькістською або правою опозицією. Назва «Московські процеси» (англ. Moscow trials) спочатку з'явилась за кордоном, однак згодом вона набула поширення і в СРСР.
В переносному сенсі за однойменною книгою Володимира Буковського «Московським процесом» називають також позов КПРС проти Єльцина.

## Московські процеси

### Перший Московський процес
Процес «Троцькістсько-зінов'євського об'єднаного центру» 19—24 серпня 1936 року. Засуджено 16 осіб, в т. ч. Григорій Зінов'єв, Лев Каменєв та ін.

### Другий Московський процес
Процес «Паралельного антирадянського троцькістського центру» 23—30 січня 1937 року. Засуджено 17 осіб, в т. ч. Юрій П'ятаков, Карл Радек та ін.

### Третій Московський процес
Процес «Правотроцькістського блоку» 2—13 березня 1938 року. Засуджено 21 особу, в т. ч. Генріха Ягоду, Миколу Бухаріна, Олексія Рикова, Християна Раковського та ін.